# Nová věcnost
Nová věcnost (něm. Neue Sachlichkeit, angl. New Objectivity) je označení pro umělecký směr v malířství, fotografii, literatuře, filmovém umění a architektuře, který byl důležitý zejména v Německu ve 20. letech 20. století. Termín vytvořil kritik Gustav Friedrich Hartlaub po retrospektivní výstavě v Mannheimu roku 1925. Nová věcnost je z hlediska dějin umění spojovacím článkem mezi expresionismem (ze kterého vyrůstala a vůči kterému se zároveň vymezovala), dadaismem a surrealismem. Měla velký vliv na socialistický realismus. Nová věcnost oproti subjektivistickým směrům od radikálního expresionismu až po kubismus vyzdvihla význam objektu. Její vývoj byl přerušen nástupem nacismu roku 1933.

## Nová věcnost ve výtvarném umění

### Německo
| - Christian Arnold - Aimé Barraud - Francois Barraud - Albert Birkle - Herbert Böttger - Heinrich Maria Davringhausen - Adolf Dietrich - Rudolf Dischinger - Otto Dix - August Wilhelm Dressler - Adolf Erbslöh - Conrad Felixmüller - Ernst Fritsch - Otto Griebel | - Carl Grossberg - George Grosz - Wilhelm Heise - Gussy Hippold-Ahnert - Karl Hubbuch - Hella Jacobs - Grethe Jürgens - Paul Kälberer - Alexander Kanoldt - Franz Klemmer - Hans Kraft - Bernhard Kretzschmar - Elfriede Lohse-Wächtler - Léo Maillet | - Jeanne Mammen - Josef Mangold - Carlo Mense - Hans Mertens - Valentin Nagel - Otto Nückel - Felix Nussbaum - Georgia O’Keeffe - Gerta Overbeck - Curt Querner - Franz Radziwill - Anita Rée - Albert Renger-Patzsch | - Karl Rössing - August Sander - Christian Schad - Harald Schaub - Rudolf Schlichter - Wilhelm Schmid - Georg Scholz - Georg Schrimpf - Franz Sedlacek - Max Unold - Rudolf Wacker - Josef Wedewer - Gustav Wunderwald - Ernest Neuschul |

## Nová věcnost ve fotografii
Nová věcnost se řadí do světové meziválečné avantgardy. Tvůrcem programu v Evropě byl Albert Renger-Patzsch. Ve fotografii nové věcnosti se přestaly používat ušlechtilé tisky, došlo k funkčnímu využívání světla, tonality, ohniskové vzdálenosti a úhlu záběru. Werner Gräff vydal v roce 1929 knihu Přichází nový fotograf (Es kommt der neue Fotograf), kde publikoval typické fotografie nové věcnosti. V Německu byla dále zastoupena umělci jako byli John Heartfield, Karl Blossfeldt, Walter Peterhans, Helmar Lerski a August Sander. V USA se nazývala pojmem americký velkoformátový verismus a zastupovali jej Paul Strand, Edward Weston, Imogen Cunninghamová, Ansel Adams, Walker Evans nebo Aenne Biermann. Tato skupina představovala nový směr, kterým se vydala fotografie v Evropě – tzv. nemanipulovaná fotografie. V Československu zastupoval tento směr Josef Sudek, jehož volná tvorba na přelomu 20. a 30. let splývala s užitou, byly to všechno ostře a detailně vykreslené fotografie, podobné Strandovým nebo Westonovým.
Z fotografů, kteří uskutečňovali principy avantgardního konstruktivismu a nové věcnosti patří například František Čermák, Vladimír Hnízdo, Helmar Lerský, Károly Escher nebo Polák Wladyslaw Bednarczuk.
Fotografové Boris Ignatovič společně s Alexandrem Rodčenkem byli jedněmi z organizátorů a vedoucích skupiny Říjen (Oktjabr). Ve 30. letech se podíleli na propagaci nové věcnosti v Rusku.  V kompozici využívali úhlopříčky, dvojexpozice, montáž, koláž, kombinaci s kresbou nebo typografií. Invenční prací s úhlem pohledu, místem snímání a kompozicí dával Rodčenko a jeho příznivci svým snímkům dynamiku, která se ukázala jako účinný způsob tlumočení myšlenky.

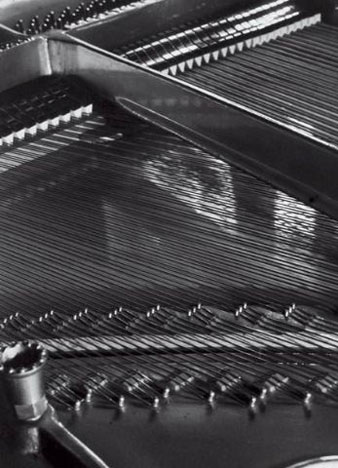
Aenne Biermann: Struny klavíru, 1928

## Nová věcnost v literatuře
Je obdobný směr, který ovlivnil německou literaturu v letech 1923-1930. Hlavními představiteli byli Egon Erwin Kisch a Alfred Doeblin, kteří našli inspiraci v popisném stylu Jamese Joyce.

## Nová věcnost v architektuře

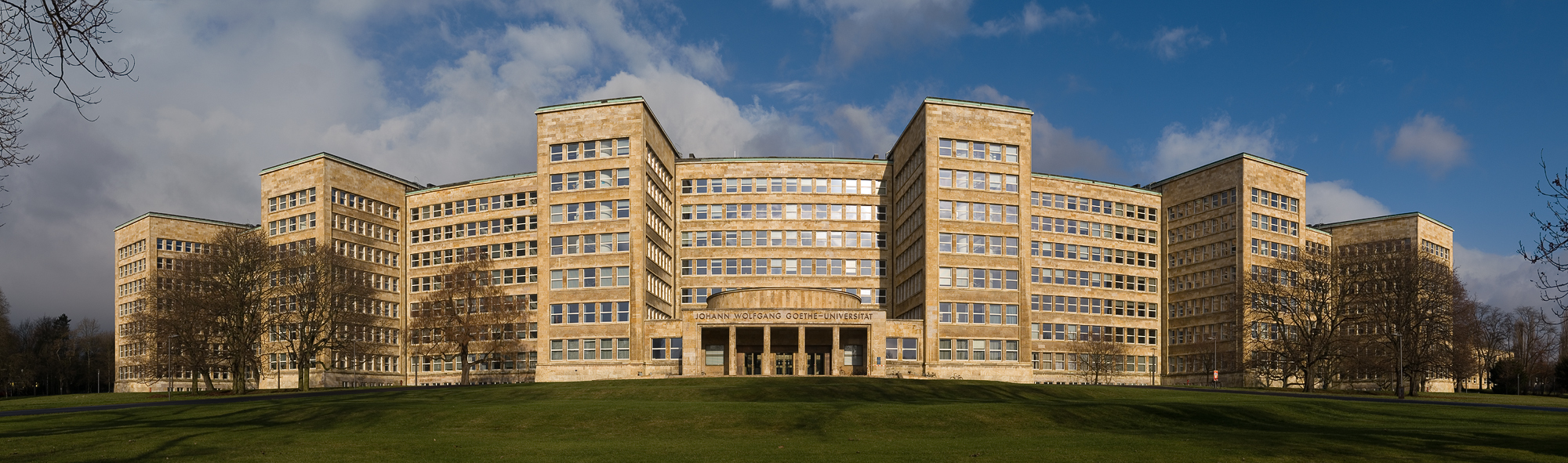
Budova Goethovy univerzity z jihu

V architektuře se tento směr nijak samostatně neprojevil, nicméně zastával stejné myšlenky jako měl Bauhaus
- kladl funkci nad formu. Krása budovy byla zcela závislá na její funkčnosti a efektivitě.

## Nová věcnost v hudbě
Tento směr se v hudbě řídí zákony barokní polyfonie. Klade důraz na antiromantický hudební projev, pevnou rozumovou hudební konstrukci, rytmickou motoriku a potlačení citové složky. Ve spojení s tímto stylem se hovoří také o expresionismu a neoklasicismu. Přichází ve dvacátých letech 20. století vedle atonality a revoluční dodekafonie. Protagonistou byl německý skladatel Paul Hindemith.
| „                | Hraj jako stroj, považuj klavír za bicí nástroj... | “ |
| — Paul Hindemith |                                                    |   |